# Heathen
Heathen (englisch für ‚Heide‘, ‚heidnisch‘) ist eine Thrash-Metal-Band aus San Francisco (USA). Die 1984 gegründete Band veröffentlichte Ende der 1980er / Anfang der 1990er Jahre zwei Studioalben, bevor sich Heathen zwischenzeitlich auflösten. Seit 2001 ist die Band wieder aktiv und steht derzeit beim deutschen Plattenlabel Nuclear Blast unter Vertrag.

## Geschichte

### Gründung undBreaking the Silence(1984 bis 1990)

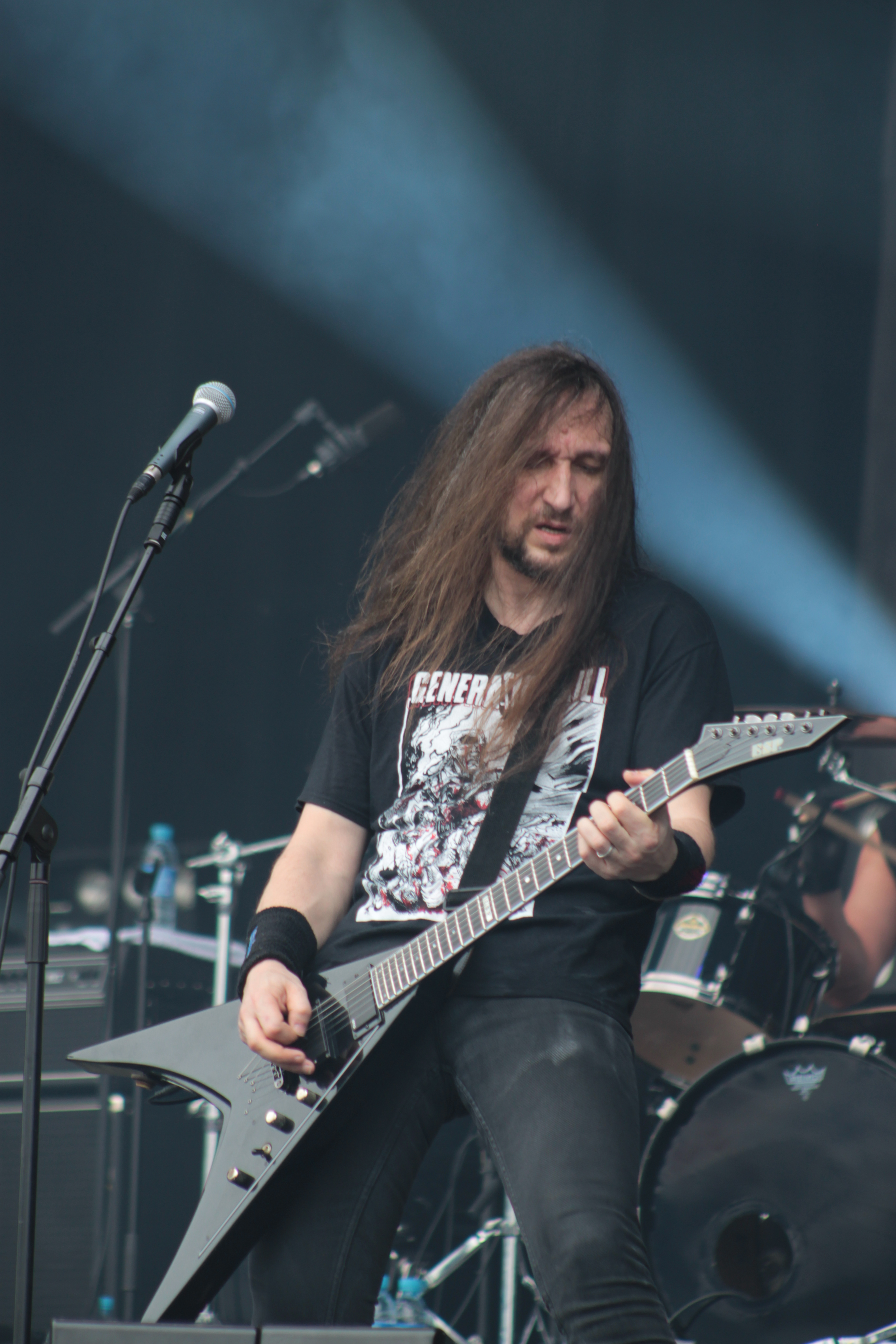
Lee Altus

Heathen wurden Ende 1984 von den Freunden Lee Altus (Gitarre) und Carl Sacco (Schlagzeug) gegründet. Während Heathen für Altus die erste Band war, konnte Sacco bereits in den Gruppen Metal Church und Murder Erfahrungen sammeln. Gitarrist Jim Sanguinetti und Sänger Sam Kress komplettierten die erste Besetzung, die im April 1985 ihr erstes und einziges Konzert spielte. Das Konzert wurde ohne einen Bassisten gespielt, da die Gruppe keinen geeigneten Musiker für diesen Posten fand. Sanguinetti verließ die Band und ging zu Mordred. Er wurde durch Doug Piercy ersetzt, der zuvor unter anderem bei Anvil Chorus spielte. Ende 1985 musste Sam Kress die Band verlassen. Sein Nachfolger wurde der ehemalige Blind-Illusion-Sänger David White (damals noch unter seinem Geburtsnamen David Godfrey). Kurze Zeit später wurde mit Eric Wong ein fester Bassist in die Gruppe aufgenommen. Das erste Konzert in dieser Besetzung fand am 9. Februar 1986 in San Francisco statt. Im April 1986 nahm die Band ihr erstes Demo mit dem Titel Pray for Death auf, welches der Band einen Vertrag mit Combat Records einbrachte.
Doug Piercy machte sich während des Jahres 1986 als Produzent einen Namen. Unter seiner Leitung spielten Bands wie Mordred und Legacy, aus denen die Band Testament hervorging, Demos ein. Kurz vor Beginn der Aufnahmen zu Heathens Debütalbum wurde Eric Wong durch Mike „Yaz“ Jastremski, der zuvor u. a. bei Griffin spielte, ersetzt. Breaking the Silence wurde im Frühjahr 1987 aufgenommen und im Mai des gleichen Jahres veröffentlicht. Das Album wurde von Montrose-Sänger Ronnie Montrose produziert und erhielt von Seiten der Presse gute Kritiken. Das Video zur Single Set Me Free, einer The-Sweet-Coverversion, wurde mehrfach von MTV in der Sendung Headbanger’s Ball gezeigt. Insgesamt verkaufte sich das Album weltweit über 100.000 Mal. Anfang 1988 ging die Band auf ihre erste Tournee durch Nordamerika. Nach der Tour verließ Sacco aufgrund musikalischer Differenzen die Band. Sein Nachfolger wurde Darren Minter, der zuvor bei Dissident Aggressor spielte. Sänger David White verließ Anfang 1989 aufgrund persönlicher und musikalischer Meinungsverschiedenheiten die Band. Der ehemalige Exodus-Sänger Paul Baloff nahm für einige Monate seinen Platz ein.
Im November 1988 nahmen Heathen mit Baloff ein Demo mit zwei Liedern auf. Nachdem sich herausstellte, dass Baloffs Gesang nicht zum Stil der Band passte trennten sich Heathen von Baloff. Für ein paar Wochen übernahm David Wayne von Metal Church den Posten des Sängers. Kurze Zeit später beseitigten die Band und David White ihre Meinungsverschiedenheiten, so dass White in die Band zurückkehrte. Jastremski verließ Heathen und gründete die Band Pigs. In der folgenden Zeit übernahmen Vern McElroy und Manny Bravo den vakanten Posten am Bass.

### Victims of Deceptionund Auflösung (1991 bis 2000)

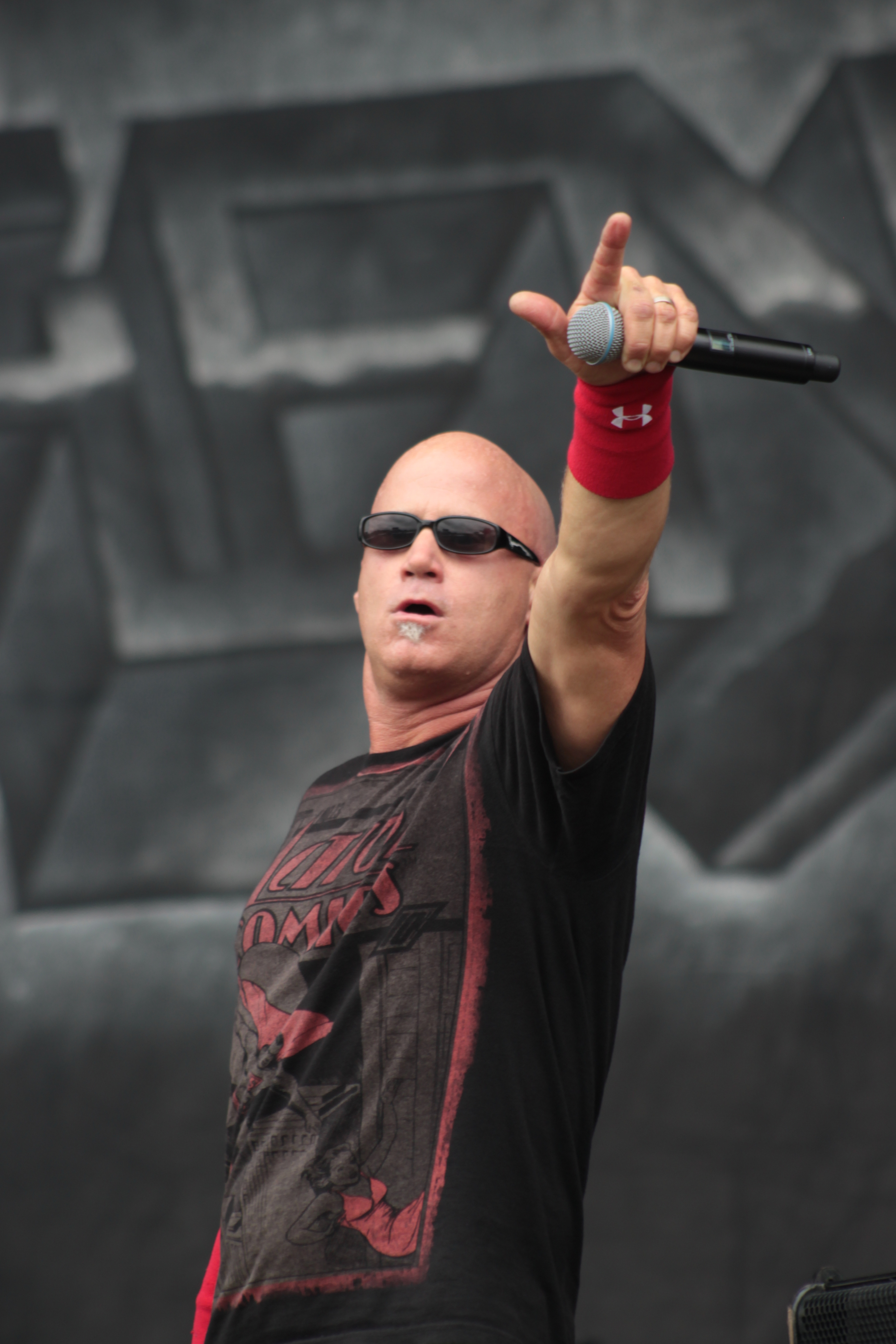
David White

Im März 1991 erschien das zweite Album Victims of Deception via Roadrunner Records, auf dem Marc Biedermann von der Band Blind Illusion den Bass einspielte. Wie sein Vorgänger bekam Victims of Deception hervorragende Kritiken. Die Verkaufszahlen des Vorgängeralbums wurden jedoch nicht erreicht.
Heathen tourten mit Sepultura und Sacred Reich durch Europa. Da Heathen von ihrer Plattenfirma nur wenig Unterstützung erhielt, musste die Band den Großteil der Kosten aus eigener Tasche bezahlen. Zur Finanzierung verkauften die Bandmitglieder Teile ihrer Plattensammlung. Bassist von Heathen war mittlerweile Randy Laire. Nach der Rückkehr aus Europa wurden Heathen von Roadrunner Records gedroppt. Gitarrist Doug Piercy verließ die Band, zog nach Deutschland und gründete die Band The Company. Sein Nachfolger Thaen Rasmussen (ex-Anvil Chorus) blieb nicht lange bei der Band und wurde durch Ira Black ersetzt. Bassist Randy Laire kam bei einem Autounfall ums Leben und wurde durch Jason Vie Brooks ersetzt. Im Frühjahr 1992 spielte die Band zu Ehren Laires eine selbst produzierte EP mit Coverversionen von Queen, Thin Lizzy und Tygers of Pan Tang ein. Die EP wurde jedoch nie veröffentlicht.
Lee Altus und Darren Minter verließen Heathen in Richtung Die Krupps, woraufhin sich Heathen auflösten. Minter musste die Krupps 1994 verlassen, nachdem er wegen illegalen Waffenbesitzes eine halbjährige Haftstrafe verbüßen musste. Altus stieg 1997 nach einem Streit mit dem Krupps-Sänger Jürgen Engler aus. Ira Black spielte später bei Vicious Rumors, während der kurzzeitige Bassist Jason Vie Brooks bei Grip Inc. aktiv war.

### Wiedervereinigung undThe Evolution of Chaos(2001 bis 2018)

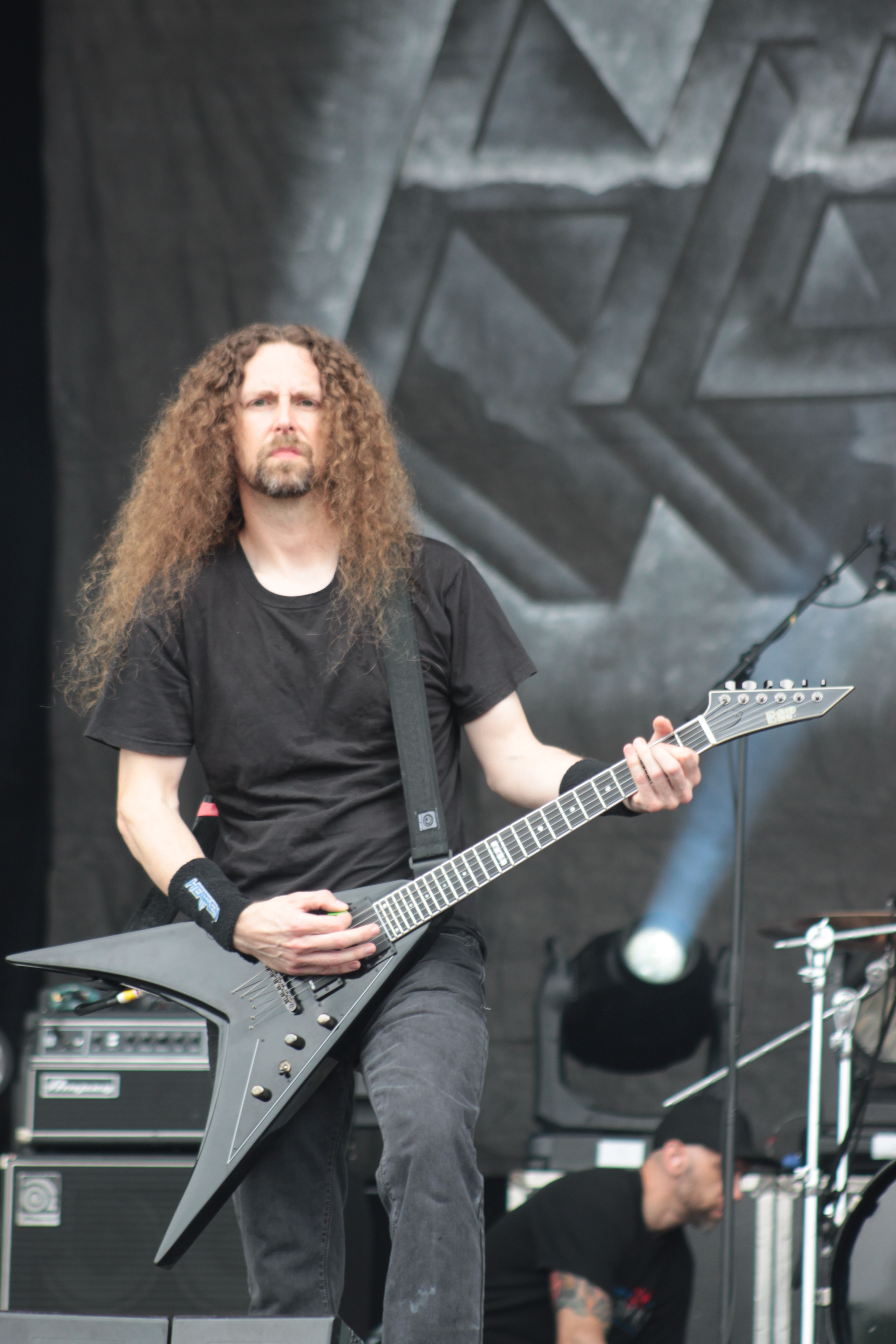
Kragen Lum

Im Frühjahr 2001 kam es zur Wiedervereinigung. In der Besetzung David White, Lee Altus, Ira Black, Mike Jastremski und Darren Minter spielte die Band auf dem „Thrash of the Titans“-Benefizfestival. Die Erlöse dieses Festivals wurden dafür benutzt, um die Krebsbehandlungen des Testament-Sängers Chuck Billy und des Death-Sängers/Gitarristen Chuck Schuldiner zu finanzieren. Neben Heathen kam es bei dem Festival zu Wiedervereinigungen von Bands wie Death Angel, Exodus und Forbidden. Ein Jahr später spielten Heathen auf dem Wacken Open Air. Ende 2003 nahm die Band das Album Recovered auf, welches Neuaufnahmen von älterem Material sowie Coverversionen von Queen, Tygers of Pan Tang, Thin Lizzy und Sweet Savage enthält. Ein Jahr später erschien die DVD Heathen Uncovered.
Mike Jastremski verließ im Juni 2004 die Band und wurde durch den ehemaligen Lääz-Rockit-Bassisten Jon Torres ersetzt. Im Januar 2005 nahmen Heathen das Demo Demo 2005 auf, welches auf der Bandhomepage zum freien Download bereitgestellt wurde. Jastremski verstarb im Mai 2005 während einer Drogenentzugstherapie an einem Herzinfarkt. Kurze Zeit später schloss sich Altus der Band Exodus an. Im Herbst des Jahres tourten Heathen mit Nuclear Assault durch Europa. Anfang 2006 standen Heathen in Verhandlungen mit dem französischen Plattenlabel Seasons of Mist. Ein Vertrag kam allerdings nicht zu Stande.
Die Band unterzeichnete schließlich einen Vertrag mit Mascot Records. Schlagzeuger Darren Minter verließ die Band temporär. In der Zwischenzeit übernahm Mark Hernandez (u. a. ex-Vio-lence) Minters Posten. Mit Kragen Lum wurde 2007 ein neuer Gitarrist in die Band aufgenommen. Im Sommer 2008 nahm die Band ihr drittes Album The Evolution of Chaos auf. Ursprünglich sollte das Album im Sommer 2009 erscheinen, wurde jedoch wegen Problemen bei der Produktion mehrfach verschoben. Die Veröffentlichung erfolgte schließlich am 29. Januar 2010. Das Album erhielt erneut hervorragende Kritiken und Heathen erreichten mit Platz 75 in den deutschen Albumcharts erstmals eine Chartplatzierung. Heathen tourten im Herbst 2010 im Vorprogramm von Destruction und Overkill durch Europa.
Ein Jahr später folgte eine weitere Europatournee im Vorprogramm von Sepultura, Exodus und Destruction. Im April 2012 wurden Heathen von Nuclear Blast unter Vertrag genommen. Im Mai 2013 verließ Schlagzeuger Darren Minter aus persönlichen Gründen die Band. Für die Europatournee im Frühjahr 2013 mit den Vorgruppen Generation Kill und Dust Bolt wurde er durch den ehemaligen Slayer-Schlagzeuger Jon Dette ersetzt. Ende 2017 veröffentlichte die Band auf digitalem Weg die Kompilation Pray for Death (The Complete Demo Collection), die sämtliche Demoaufnahmen von Heathen zwischen 1986 und 2005 enthält. Ein Jahr später erfolgte die Veröffentlichung auf CD und LP. Am 31. Januar 2020 wurde das Studioalbum The Evolution of Chaos neu veröffentlicht. Das Album wurde remastert und enthält eine DVD mit einer zweistündigen Dokumentation über die Entstehung des Albums sowie einen Mitschnitt eines Konzerts in Japan aus dem Jahre 2009.

### Empire of the Blind(seit 2019)
Es dauerte bis zum Sommer 2019, ehe die Band mit der Vorproduktion für ihr viertes Studioalbum begann. Im März 2020 kündigte die Band ihr neues Studioalbum Empire of the Blind an, das am 18. September 2020 veröffentlicht wurde. Das Album wurde fast ausschließlich vom Gitarristen Kragen Lum geschrieben und von „Zeuss“ (bürgerlich: Christopher Harris) produziert. Empire of the Blind stieg auf Platz 23 der deutschen und Platz 28 der Schweizer Charts ein.

## Stil

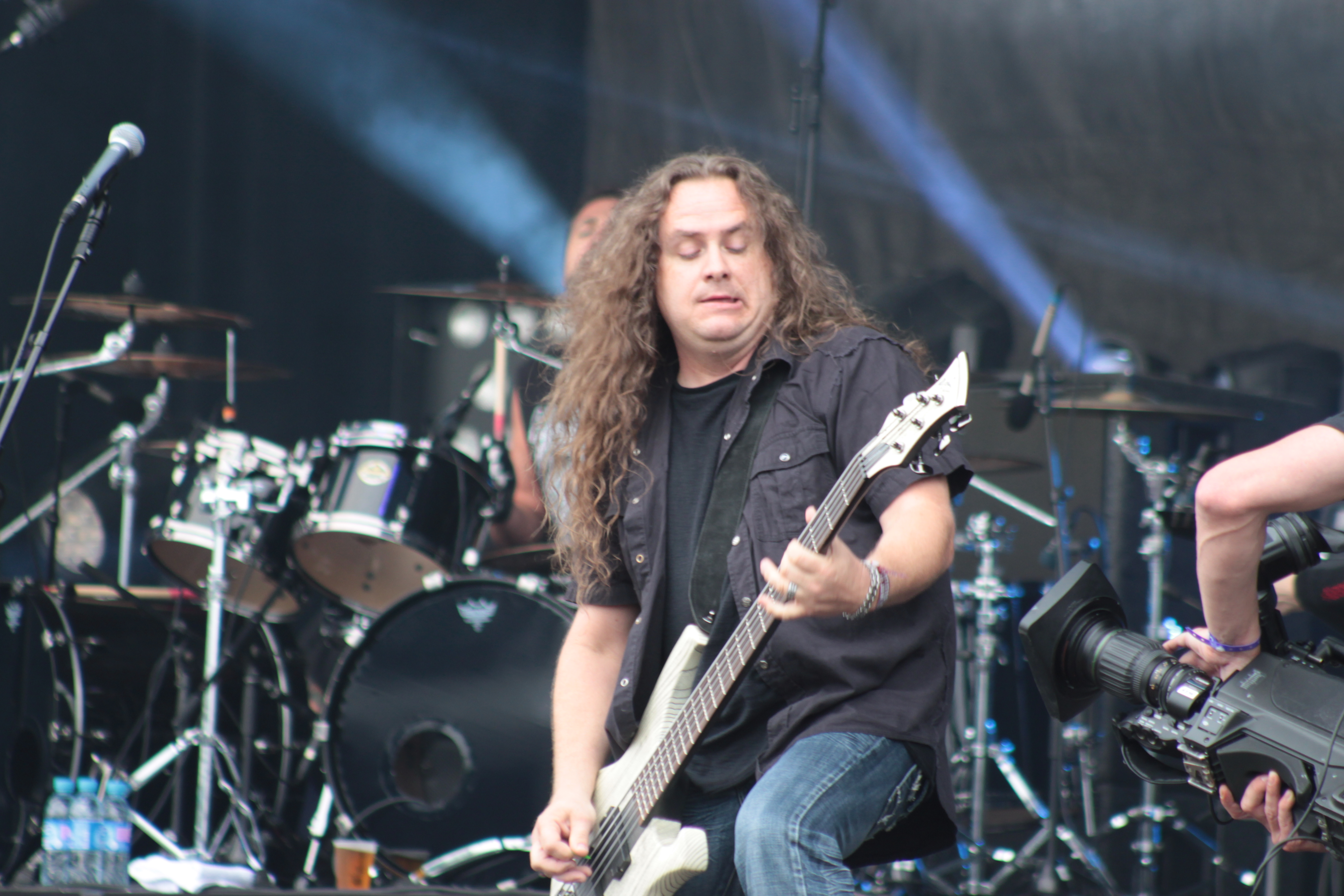
Jason Viebrooks

Heathen werden in der Regel als Thrash-Metal-, gelegentlich auch als Speed-Metal-Band wahrgenommen. Dabei legt die Band großen Wert auf melodische Instrumentierung in Verbindung mit aggressiven Gitarrenriffs. Thomas Kupfer vom deutschen Magazin Rock Hard beschreibt Heathen als die melodischsten und filigransten Genrevertreter. Während auf dem Debütalbum die Lieder überwiegend in schnellem Tempo gespielt wurden, sind die Lieder auf Victims of Deception eher im Midtempo gehalten. Mit dem zweiten Album wurden die Lieder komplexer und progressiver. Für den Thrash Metal untypisch ist der hohe, melodische Gesang von David White. In einem Interview mit dem deutschen Magazin Metal Hammer erklärte der Gitarrist und Hauptkomponist Lee Altus, dass die Band prinzipiell nie eine richtige Thrash-Metal-Band war und ist.

„Uns ist seit jeher wichtig, dass sich der typische Heathen-Sound aus vielen verschiedenen Puzzleteilchen zusammensetzt – sonst erinnerst du dich im Nachhinein nur noch an das Album ohne die dazugehörigen Songs benennen zu können.“

Zu den Haupteinflüssen der Band zählen die New Wave of British Heavy Metal, Thrash-Metal-Bands wie Metallica und Exodus, aber auch Rockbands der 1970er Jahre wie Rainbow.

## Rezeption
Trotz hervorragender Kritiken von Seiten der Fachpresse konnte die Band keine kommerziellen Erfolge wie z. B. Metallica, Slayer, Anthrax oder Megadeth erzielen. Vielfach werden Heathen als eine der unterbewertetsten Bands des Thrash Metal bezeichnet. Das deutsche Metal-Magazin Rock Hard kürte die Alben Victims of Deception und The Evolution of Chaos jeweils zum Album des Monats.
Das Album Victims of Deception belegte in dem Buch Best of Rock & Metal, in dem das deutsche Rock-Hard-Magazin die seiner Meinung nach 500 besten Rock- und Metal-Alben auflistet, Platz 136. Laut Thomas Kupfer zeigte die Band auf diesem Album ein „unglaubliches Feuerwerk an musikalischer Qualität und Präzision“ und bezeichnete Victims of Deception als eine „Sternstunde des Bay-Area-Sounds“. Im Frühjahr 2017 veröffentlichte das deutsche Magazin Deaf Forever eine Liste mit den 100 besten Speed-Metal-Alben aller Zeiten. Dabei belegte Breaking the Silence Platz 16 und Victims of Deception Platz 34.

## Diskografie

### Studioalben
| Jahr | Titel Musiklabel                        | Höchstplatzierung, Gesamtwochen, AuszeichnungChartplatzierungen (Jahr, Titel, Musiklabel, Platzierungen, Wochen, Auszeichnungen, Anmerkungen) | Höchstplatzierung, Gesamtwochen, AuszeichnungChartplatzierungen (Jahr, Titel, Musiklabel, Platzierungen, Wochen, Auszeichnungen, Anmerkungen) | Höchstplatzierung, Gesamtwochen, AuszeichnungChartplatzierungen (Jahr, Titel, Musiklabel, Platzierungen, Wochen, Auszeichnungen, Anmerkungen) | Anmerkungen                              |
| Jahr | Titel Musiklabel                        | DE | AT | CH | Anmerkungen                              |
| ---- | --------------------------------------- | --- | --- | --- | ---------------------------------------- |
| 1987 | Breaking the Silence Combat Records     | — | — | — | Erstveröffentlichung: 1. Mai 1987        |
| 1991 | Victims of Deception Roadrunner Records | — | — | — | Erstveröffentlichung: 11. März 1991      |
| 2010 | The Evolution of Chaos Mascot Records   | DE75 (1 Wo.)DE | — | — | Erstveröffentlichung: 29. Januar 2010    |
| 2020 | Empire of the Blind Nuclear Blast       | DE23 (1 Wo.)DE | AT55 (1 Wo.)AT | CH28 (1 Wo.)CH | Erstveröffentlichung: 18. September 2020 |

### Livealben
- 2025: Bleed the World – Live (Nuclear Blast)

### Kompilationen
- 2004: Recovered (Relentless Records)
- 2017: Pray for Death (The Complete Demo Collection)

### Videoalben
- 2004: Heathen Uncovered

### Singles
- 1987: Set Me Free (Combat Records)
- 1991: Kill the King (Roadrunner Records)
- 1991: Prisoners of Fate

### Demos
- 1986: Pray for Death
- 1988: Demo with Paul Baloff
- 2005: Demo 2005